# 80,000
80,000(팔만)은 79,999보다 크고 80,001보다 작은 자연수다.

## 수학
- 합성수로, 그 약수는 총 40개다.[a]
  - 80000의 진약수의 합은 119155이므로, 80000은 과잉수다.
- 223번째 아킬레스 수다. 앞의 아킬레스 수는 79092, 다음은 81000이다.

## 80,000번대의 주요 자연수

### 80,001~80,999
- 80,089 = 2832
- 80,137: 127번째 십이각수.
- 80,190: 54번째 오각뿔수.
- 80,197: 164번째 중심있는 육각수.
- 80,200: 400번째 삼각수.
- 80,230: 142번째 십각수.
- 80,260: 232번째 오각수.
- 80,333: 152번째 중심있는 칠각수.
- 80,360: 164번째 팔각수.
- 80,389: 232번째 중심있는 삼각수.
- 80,401: 201번째 중심있는 사각수.
- 80,465: 95번째 이십각수.
- 80,551: 180번째 중심있는 오각수.
- 80,601: 401번째 삼각수.
- 80,656 = 2842
- 80,730: 180번째 칠각수.
- 80,920: 112번째 십오각수.

### 81,000~81,999
- 81,000: 224번째 아킬레스 수, 108번째 십육각수.
- 81,003: 402번째 삼각수.
- 81,081: 10과 서로소인 가장 작은 과잉수. (OEIS의 수열 A064001)
- 81,085: 233번째 중심있는 삼각수.
- 81,181: 165번째 중심있는 육각수.
- 81,205: 202번째 중심있는 사각수.
- 81,225 = 2852
- 81,317: 233번째 오각수.
- 81,345: 165번째 팔각수.
- 81,367: 143번째 십각수.
- 81,375: 62번째 사각뿔수.
- 81,397: 153번째 중심있는 칠각수.
- 81,406: 403번째 삼각수.
- 81,408: 128번째 십이각수.
- 81,451: 181번째 중심있는 오각수.
- 81,602: 연속하는 두 개의 중심있는 사각수(181, 221)의 제곱합.
- 81,608: 225번째 아킬레스 수.
- 81,631: 181번째 칠각수.
- 81,675: 226번째 아킬레스 수.
- 81,784: 234번째 중심있는 삼각수.
- 81,796 = 2862
- 81,810: 404번째 삼각수.

### 82,000~82,999
- 82,000: 2진법, 3진법, 4진법, 5진법으로 나타내었을 때 숫자 0과 1만으로 표현되는, 유일하게 알려진 자명하지 않은 (즉, 0과 1이 아닌) 정수. (OEIS의 수열 A146025)
- 82,005: 77번째 삼십각수.
- 82,013: 203번째 중심있는 사각수.
- 82,017: 234번째 오각수.
- 82,156: 46번째 칠각뿔수.
- 82,160: 78번째 사면체수.
- 82,171: 166번째 중심있는 육각수.
- 82,176: 96번째 이십각수.
- 82,215: 405번째 삼각수.
- 82,240: 79번째 케이크 수.
- 82,251: 36번째 오포체수.
- 82,336: 166번째 팔각수.
- 82,356: 182번째 중심있는 오각수.
- 82,369 = 2872
- 82,377: 113번째 십오각수.
- 82,468: 154번째 중심있는 칠각수.
- 82,486: 235번째 중심있는 삼각수.
- 82,512: 144번째 십각수.
- 82,513: 109번째 십육각수.
- 82,537: 182번째 칠각수.
- 82,621: 406번째 삼각수.
- 82,656: 22번째 카프리카 수.
  - {\displaystyle 82656^{2}=6832014336}이며, {\displaystyle 68320+14336=82656}이므로 82656은 카프리카 수다.
- 82,689: 129번째 십이각수.
- 82,720: 235번째 오각수.
- 82,825: 204번째 중심있는 사각수.
- 82,944 = 2882

### 83,000~83,999
- 83,028: 407번째 삼각수.
- 83,160: 29번째 고도 합성수.
- 83,167: 167번째 중심있는 육각수.
- 83,191: 236번째 중심있는 삼각수.
- 83,226: 183번째 중심있는 오각수.
- 83,232: 227번째 아킬레스 수.
- 83,333: 167번째 팔각수.
- 83,349: 228번째 아킬레스 수.
- 83,350: 50번째 팔면체수.
- 83,426: 236번째 오각수.
- 83,436: 408번째 삼각수.
- 83,448: 183번째 칠각수.
- 83,521 = 174 = 2892
- 83,546: 155번째 중심있는 칠각수.
- 83,641: 205번째 중심있는 사각수.
- 83,665: 145번째 십각수.
- 83,837: 연속하는 두 개의 중심있는 오각수(181, 226)의 제곱합.
- 83,845: 409번째 삼각수.
- 83,847: 114번째 십오각수.
- 83,899: 237번째 중심있는 삼각수.
- 83,905: 97번째 이십각수.
- 83,980: 130번째 십이각수.

### 84,000~84,999
- 84,040: 110번째 십육각수.
- 84,100 = 2902
- 84,135: 237번째 오각수.
- 84,162: 78번째 삼십각수.
- 84,169: 168번째 중심있는 육각수.
- 84,181: 184번째 중심있는 오각수.
- 84,255: 410번째 삼각수.
- 84,336: 168번째 팔각수.
- 84,364: 184번째 칠각수.
- 84,375: 229번째 아킬레스 수.
- 84,461: 206번째 중심있는 사각수.
- 84,500: 230번째 아킬레스 수.
- 84,575: 50번째 육각뿔수.
- 84,610: 238번째 중심있는 삼각수.
- 84,631: 156번째 중심있는 칠각수.
- 84,666: 411번째 삼각수.
- 84,672: 231번째 아킬레스 수.
- 84,681 = 2912
- 84,700: 55번째 오각뿔수.
- 84,826: 146번째 십각수.
- 84,847: 238번째 오각수.
- 84,872: 232번째 아킬레스 수.

### 85,000~85,999
- 85,078: 412번째 삼각수.
- 85,101: 185번째 중심있는 오각수.
- 85,177: 169번째 중심있는 육각수.
- 85,184 = 443
- 85,264 = 2922
- 85,281: 131번째 십이각수.
- 85,285: 185번째 칠각수, 207번째 중심있는 사각수.
- 85,320: 79번째 사면체수.
- 85,324: 239번째 중심있는 삼각수.
- 85,330: 115번째 십오각수.
- 85,344: 63번째 사각뿔수.
- 85,345: 169번째 팔각수.
- 85,401: 80번째 케이크 수.
- 85,491: 413번째 삼각수.
- 85,562: 239번째 오각수.
- 85,581: 111번째 십육각수.
- 85,652: 98번째 이십각수.
- 85,723: 157번째 중심있는 칠각수.
- 85,849 = 2932
- 85,905: 414번째 삼각수.
- 85,995: 147번째 십각수.

### 86,000~86,999
- 86,026: 186번째 중심있는 오각수.
- 86,041: 240번째 중심있는 삼각수.
- 86,113: 208번째 중심있는 사각수.
- 86,191: 170번째 중심있는 육각수.
- 86,211: 186번째 칠각수.
- 86,280: 240번째 오각수.
- 86,320: 415번째 삼각수.
- 86,347: 79번째 삼십각수.
- 86,360: 170번째 팔각수.
- 86,400: 233번째 아킬레스 수.
- 86,436 = 2942
- 86,528: 234번째 아킬레스 수.
- 86,592: 132번째 십이각수.
- 86,736: 416번째 삼각수.
- 86,761: 241번째 중심있는 삼각수.
- 86,822: 158번째 중심있는 칠각수.
- 86,826: 116번째 십오각수.
- 86,945: 209번째 중심있는 사각수.
- 86,956: 187번째 중심있는 오각수.

### 87,000~87,999
- 87,001: 241번째 오각수.
- 87,025 = 2952
- 87,136: 112번째 십육각수.
- 87,142: 187번째 칠각수.
- 87,153: 417번째 삼각수, 33번째 이십면체수.
- 87,172: 148번째 십각수.
- 87,211: 171번째 중심있는 육각수.
- 87,381: 171번째 팔각수.
- 87,417: 99번째 이십각수.
- 87,484: 242번째 중심있는 삼각수.
- 87,500 = {\displaystyle {\frac {7}{8}}\times 10^{5}}
- 87,571: 418번째 삼각수.
- 87,608: 47번째 칠각뿔수.
- 87,616 = 2962
- 87,723: 235번째 아킬레스 수.
- 87,725: 242번째 오각수.
- 87,781: 210번째 중심있는 사각수.
- 87,808: 236번째 아킬레스 수.
- 87,891: 188번째 중심있는 오각수.
- 87,913: 133번째 십이각수.
- 87,928: 159번째 중심있는 칠각수.
- 87,990: 419번째 삼각수.

### 88,000~88,999
- 88,078: 188번째 칠각수.
- 88,200: 237번째 아킬레스 수.
- 88,209 = 2972
- 88,210: 243번째 중심있는 삼각수.
- 88,237: 172번째 중심있는 육각수.
- 88,335: 117번째 십오각수.
- 88,357: 149번째 십각수.
- 88,408: 172번째 팔각수.
- 88,410: 420번째 삼각수.
- 88,451: 51번째 팔면체수.
- 88,452: 243번째 오각수.
- 88,560: 80번째 삼십각수, 80번째 사면체수.
- 88,621: 211번째 중심있는 사각수.
- 88,642: 81번째 케이크 수.
- 88,705: 113번째 십육각수.
- 88,804 = 2982
- 88,831: 421번째 삼각수, 189번째 중심있는 오각수.
- 88,939: 244번째 중심있는 삼각수.

### 89,000~89,999
- 89,019: 189번째 칠각수.
- 89,041: 160번째 중심있는 칠각수.
- 89,182: 244번째 오각수.
- 89,200: 100번째 이십각수.
- 89,244: 134번째 십이각수.
- 89,253: 422번째 삼각수.
- 89,269: 173번째 중심있는 육각수.
- 89,376: 56번째 오각뿔수.
- 89,401 = 2992
- 89,440: 64번째 사각뿔수.
- 89,441: 173번째 팔각수.
- 89,465: 212번째 중심있는 사각수.
- 89,550: 150번째 십각수.
- 89,671: 245번째 중심있는 삼각수.
- 89,676: 423번째 삼각수.
- 89,726: 51번째 육각뿔수.
- 89,776: 190번째 중심있는 오각수.
- 89,857: 118번째 십오각수.
- 89,888: 238번째 아킬레스 수.
- 89,915: 245번째 오각수.
- 89,965: 190번째 칠각수.